# Droga I/60 (Czechy)
Droga krajowa 60 (cz. Silnice I/60) – droga krajowa w północnych Czechach. Arteria łączy miasto Jesenik (skrzyżowanie z drogą krajową nr 44) z Polską.